# Tauala
Tauala és un gènere d'aranyes araneomorfs de la família Salticidae (aranyes saltadores).

## Etimologia
Els descobridors afirmen que el nom de Tauala és una combinació aleatòria de lletres.

## Taxonomia
- Tauala alveolatus Wanless, 1988
- Tauala athertonensis Gardzinska, 1996
- Tauala australiensis Wanless, 1988
- Tauala daviesae Wanless, 1988
- Tauala elongata Peng & Li, 2002
- Tauala lepidus Wanless, 1988
- Tauala minutus Wanless, 1988
- Tauala splendidus Wanless, 1988